# Iwan Pawłow (major)
Iwan Fomicz Pawłow (ros. Ива́н Фоми́ч Па́влов, ur. 25 czerwca 1922 we wsi Boris-Romanowna (obecnie w obwodzie kustanajskim), zm. 12 października 1950) – radziecki lotnik wojskowy, major, dwukrotny Bohater Związku Radzieckiego (1944 i 1945).

## Życiorys
Urodził się w rosyjskiej rodzinie chłopskiej. Od 1932 mieszkał w Magnitogorsku, skończył 7 klas szkoły, do 1940 uczył się w technikum industrialnym i w aeroklubie Magnitogorsku, w grudniu 1940 został powołany do Armii Czerwonej, 1942 ukończył wojskową szkołę lotników w Czkałowie (Orenburgu). Uczestniczył w wojnie z Niemcami, od czerwca 1942 do maja 1945 był kolejno lotnikiem, dowódcą klucza, zastępcą dowódcy i dowódcą eskadry i nawigatorem 6 gwardyjskiego nawigacyjnego pułku lotniczego na Froncie Kalinińskim i 1 Froncie Nadbałtyckim w stopniu starszego porucznika. Łącznie podczas wojny wykonał 237 lotów bojowych na samolocie Ił-2, biorąc udział m.in. w operacji rżewsko-syczewskiej, wielkołuckiej, smoleńskiej, białoruskiej i nadbałtyckiej, podczas walk został kontuzjowany. W 1948 otrzymał stopień majora, w 1949 ukończył Akademię Wojskową im. Frunzego, był dowódcą 647 szturmowego pułku lotniczego. Zginął w wypadku lotniczym. Został pochowany w Kustanaju, gdzie jedną z ulic nazwano jego imieniem.

## Odznaczenia
- Złota Gwiazda Bohatera Związku Radzieckiego (dwukrotnie - 4 lutego 1944[1] i 23 lutego 1945)
- Order Lenina (dwukrotnie - 4 lutego 1944 i 2 sierpnia 1944)
- Order Czerwonego Sztandaru (dwukrotnie - 26 sierpnia 1942 i 2 czerwca 1943)
- Order Aleksandra Newskiego (7 października 1944)
- Order Wojny Ojczyźnianej I klasy (4 grudnia 1942)

I medale.